# Distretto di Menaâ
Il distretto di Menaâ è un distretto della provincia di Batna, in Algeria, con capoluogo Menaâ.

## Comuni
Il distretto comprende i seguenti comuni:
- Menaâ
- Tigherghar